# Dinatá
«Δυνατά» («Dinatá», que en griego moderno significa tanto ‘fuerte’ como ‘posible’, traducido como ‘fuerte posibilidad’ en la web de Arvanitáki) es una canción del álbum Mένω εκτός (Méno ektós, ‘me quedo fuera’, de 1991), con música compuesta por Ara Dinkjian, letra escrita por Lína Nikolakopoúlou e interpretada por Elefthería Arvanitáki. Mezcla influencias balcánicas con música electrónica. El éxito de esta canción, junto con el de otras de Méno Ektós, impulsó la carrera de Elefthería fuera de los límites de su Grecia natal. Elefthería Arvanitáki interpretó esta canción en la ceremonia de clausura de los Juegos de Atenas en el verano de 2004, durante los fuegos de artificio que se lanzaron tras el apagado de la llama, y rodeada de varios bailarines coristas con trajes de lentejuelas y esmóquines.
El dúo grecosueco Antique ha publicado en 1999 una versión remix de esta canción titulada «Dinatá Dinatá», como cara A de su segundo sencillo, e incluida en el número 2 de su álbum de debut Opa opa.